# سبدی‌حلزون‌ها
ناساریوس (نام علمی: Nassarius) نام یک سرده از بلندشکم‌پایان است.